# Кенжиев, Амангельды Амантаевич
Амангельды Амантаевич Кенжиев — гвардии рядовой Вооружённых Сил Российской Федерации, участник антитеррористических операций в период Второй чеченской войны, погиб при исполнении служебных обязанностей во время боя 6-й роты 104-го гвардейского воздушно-десантного полка у высоты 776 в Шатойском районе Чечни.

## Биография
Родился 23 апреля 1981 года в селе Владимировка Енотаевского района Астраханской области. Учился во Владимировской средней школе, занимался силовыми видами спорта. 16 мая 1999 года Кенжиев был призван на службу в Вооружённые Силы Российской Федерации Енотаевским районным военным комиссариатом Астраханской области. Получил воинскую специальность снайпера, после чего был направлен для дальнейшего прохождения службы в 6-ю роту 104-го гвардейского воздушно-десантного полка.
С началом Второй чеченской войны в составе своего подразделения гвардии рядовой Амангельды Кенжиев был направлен в Чеченскую Республику. Принимал активное участие в боевых операциях. С конца февраля 2000 года его рота дислоцировалась в районе населённого пункта Улус-Керт Шатойского района Чечни, на высоте под кодовым обозначение 776, расположенной около Аргунского ущелья. 29 февраля — 1 марта 2000 года десантники приняли здесь бой против многократно превосходящих сил сепаратистов — против всего 90 военнослужащих федеральных войск, по разным оценкам, действовало от 700 до 2500 боевиков, прорывавшихся из окружения после битвы за райцентр — город Шатой. Вместе со всеми своими товарищами он отражал ожесточённые атаки боевиков Хаттаба и Шамиля Басаева, не дав им прорвать занимаемые ротой рубежи. В том бою гвардии рядовой Амангельды Амантаевич Кенжиев вёл непрерывный огонь по противнику, пытавшемуся прорваться через позиции роты. При отражении очередной атаки он был убит. В том бою погибли также ещё 83 его сослуживца.
Похоронен на кладбище села Владимировка Енотаевского района Астраханской области.
Указом Президента Российской Федерации гвардии рядовой Амангельды Амантаевич Кенжиев посмертно был удостоен ордена Мужества.

## Память
- В честь Кенжиева названа улица в его родном селе Владимировка Енотаевского района Астраханской области.
- Бюст Кенжиева установлен у Владимировской средней школы Енотаевского района, в которой он учился[4].